# Перший месник: Друга війна
«Перший месник: Друга війна» (англ. Captain America: The Winter Soldier, дослівно укр. Капітан Америка: Зимовий солдат) — американський супергеройський бойовик режисерів Ентоні Руссо, Джо Руссо, який вийшов у квітні 2014 року. У головних ролях Кріс Еванс, Скарлетт Йоганссон, Себастьян Стен. Стрічку створено на основі коміксів Джо Саймона і Джека Кірбі. Прем'єра фільму в Україні відбулась 3 квітня 2014.

## Сюжет
Стів Роджерс, також знаний як супергерой Капітан Америка, разом із Чорною Вдовою та командою УДАР проводять операцію з визволення корабля Щ.И.Т., який захопили пірати. Після успішного виконання завдання Капітан бачить, що у Вдови було інше завдання — пошук секретних даних, яке їй доручив директор Щ.И.Т. 'а Нік Ф'юрі. На зустрічі з директором Ф'юрі показує Капітану секретний проєкт «Осяяння» — три гелікарріера (літаючих авіаносця) з серйозним озброєнням, здатним вражати тисячі цілей на хвилину, знищуючи загрози до того, як ті стануть небезпечними. Стів висловлює своє несхвалення подібного проєкту, змушуючи самого Ф'юрі задуматися про це. Стів інкогніто відвідує свою виставку в Смітсонівському інституті. Там він згадує друга, який загинув на війні, Бакі Барнса, свою кохану Пеггі Картер і полковника Честера Філіпса. Потім він відвідує постарілу Пеггі й розмовляє з Семом Вілсоном — ветераном бойових дій, з яким він подружився на пробіжці.
Намагаючись розсекретити таємні дані з флешки, Нік Ф'юрі вирушає на зустріч з Марією Хілл. У цей час на нього чиниться замах. Завдяки броньованому автомобілю зі штучним інтелектом, директору вдається нейтралізувати вбивць і піти від погоні. Проте ще один найманець в чорному підриває машину. Ф'юрі йде через каналізацію і вирушає на квартиру Роджерса. Там він повідомляє Капітану, що в Щ.И.Т. зрадники, після чого в нього стріляють. Він встигає віддати Стіву флешку і попереджає, що вірити нікому не можна. Сусідка Стіва зі зброєю представляється Агентом 13 із завданням — захищати Капітана. Стів переслідує стрільця, якому вдається піти, але Роджерс з'ясовує, що він швидкий, сильний і має металеву руку.
У лікарні Нік Ф'юрі вмирає на операційному столі. Перш ніж вирушити на зустріч з керівництвом, Стів ховає флешку в продуктовому автоматі в лікарні. Один з керівників Щ.И.Т. Олександр Пірс розпитує Капітана про причини, за якими Ф'юрі прийшов до нього, і про місцезнаходження секретних даних. Капітан відмовляється відповідати на запитання. У ліфті на нього нападають члени команди УДАР. Роджерс з боєм вибирається з будівлі Щ.И.Т.а. У лікарні він виявляє, що Наташа дістала флешку з автомата. В обмін на співпрацю Вдова розповідає про вбивцю Ф'юрі — найманця-примару, якого називають Зимовий Солдат і який здійснив безліч убивств за останні 50 років. Капітан вирішує їй довіритися, разом вони вирушають на пошуки подальшої інформації.
Пошуки приводять їх у Нью-Джерсі, у покинутий табір Ліхай, де Стів проходив військову підготовку в 40-х роках. В одному з покинутих складів вони заходять до кімнати з безліччю обладнання і старим комп'ютером. За допомогою флешки комп'ютер починає працювати. Просканувавши Капітана і Наташу, комп'ютер визначає їхні імена і дати життя. З'ясовується, що це вчений-нацист, один з найближчих соратників Червоного Черепа, Арнім Зола, якого під час війни захопив Щ.И.Т. і змусив працювати на себе, а потім перемістив його свідомість у комп'ютер. Зола розкриває агентам страшну правду — організація ГІДРА, з якою Роджерс боровся під час війни, не зникла, а її агенти проникали в безліч великих світових організацій та уряд, навіть в самому Щ.И.Т.і багато агентів-перебіжчиків, включаючи Олександра Пірса . Саме ГІДРА влаштувала загибель Говарда Старка і поступово захоплювала владу на планеті. Зола повідомляє про свій геніальний алгоритм, завдяки якому настане фінальна стадія. Не дізнавшись подробиць про цей алгоритм, Капітан і Вдова дивом рятуються від ракети, яку Щ.И.Т. запустив у будівлю.
Заручившись підтримкою Сема Вілсона, відомого також під кодовим ім'ям Сокіл, Капітан дізнається про алгоритм від одного з агентів ГІДРА — Джаспера Сітуелла. Алгоритм здатний, використовуючи різні сучасні ресурси, обчислювати потенційні загрози для ГІДРА, а гелікарріери будуть їх знищувати. Стів і команда вирушають в Щ.И.Т., щоб саботувати проєкт, але на них нападають агенти ГІДРА, яких очолює Зимовий Солдат. Під час сутички один на один Стів зриває маску з обличчя Солдата. Ним виявляється найкращий друг Стіва, якого він вважав загиблим — Бакі Барнс. Той не впізнає свого найкращого друга й не пам'ятає власного імені. Він тікає, а Стіва, Наташу і Сема захоплюють агенти ГІДРА. Під час поїздки у фургоні Марія Гілл, замаскована під одного з охоронців, звільняє команду, після чого вони вирушають на покинуту дамбу, де ховається поранений, але живий Нік Ф'юрі. Він пропонує план, як зупинити проєкт «Осяяння» — оскільки всі три авіаносця синхронізуються з супутниками, якщо на кожному з них підмінити керуючі мікросхеми, то масового вбивства можна буде уникнути. Капітан викрадає свій старий військовий костюм з Інституту, Сем надягає механічні крила, і разом з Марією Гілл вони вирушають на авіаносці.
Перед початком атаки Капітан по гучному зв'язку попереджає тих, що залишилися вірними агентів Щ.И.Т. та 4 членів Ради безпеки про зрадників в організації, включаючи Пірса. Агент 13 стає на бік Капітана і б'ється зі зрадниками. Капітану і Соколу після довгих боїв вдається замінити дві мікросхеми на спеціальні чипи. На третьому авіаносці їх чекає Зимовий Солдат. Зламавши крила Сокола, він починає бій зі Стівом.
Тим часом, коли Пірс готується вбити всіх членів Ради безпеки, одна з них роззброює охоронців. Вона виявляється Чорною Вдовою і починає зламувати систему ГІДРА, щоб розкрити їх плани, виклавши інформацію в інтернет. Перед останньою дією потрібно просканувати сітківки очей двох директорів Щ.И.Т.а. Прибуває Нік Ф'юрі і використовує своє друге пошкоджене око для отримання допуску. Однак Пірс вбиває всіх членів Ради за допомогою бейджів і готується вбити Наташу, але вона вражає себе своїм електрошокером, руйнуючи свій бейдж, а Ф'юрі вбиває Пірса.
Після тривалої сутички Капітан перемагає Зимового Солдата, але отримує при цьому декілька поранень. В останній момент Стів під'єднує чип, Марія Хілл націлює знаряддя авіаносців один на одного. Вони починають атакувати самі себе і руйнуватися в повітрі, Роджерс допомагає Солдату вибратися з-під завалів, але той не визнає колишнього друга, вбачаючи в ньому тільки ціль, яку йому доручено знищити. Капітан непритомний падає у воду, але Зимовий Солдат витягує його на берег. Після цього показані подальші події: Агент 13 переходить працювати в ЦРУ, Марія Гілл влаштовується на роботу в Stark Industries, агентів ГІДРА заарештовують, лідера групи УДАР Брока Варслоу доставляють в лікарню з важкими пораненнями, Наташа виступає в суді, розповідаючи про ГІДРА і про те, що Щ. И.Т потрібен світові, а Нік Ф'юрі йде в підпілля, спалюючи очну пов'язку і замінюючи її на окуляри.
Перш ніж вирушити до Європи, щоб боротися з ГІДРА там, він зустрічається зі Стівом і Семом біля своєї уявної могили. Там же їх зустрічає Наташа, теж вимушена піти в підпілля. Перед відходом вона віддає Стіву справу Бакі, де описано, як він вижив і як йому стирали пам'ять, і називає справжнє ім'я Агента 13 — Шерон, радячи з нею зустрітися. Стів і Сем вирушають на пошуки Зимового Солдата.
У першій сцені після титрів барон Вольфганг фон Штрукер у своєму підземному притулку обговорює зі своїм підлеглим майбутні плани ГІДРА. Його вчені вивчають енергетичний скіпетр асгардского бога Локі і двох незвичайних бранців: «близнюків», юнака зі надлюдською швидкістю і дівчину з телекінетичними здібностями. У другій сцені Зимовий Солдат відвідує виставку, присвячену Капітану Америці в музеї Смітсонівського інституту. Тут він знаходить інформацію про Джеймса Бьюкенена «Бакі» Барнса — своє справжнє ім'я.

## У ролях
| Актор                | Роль                             |
| -------------------- | -------------------------------- |
| Кріс Еванс           | Стівен Роджерс / Капітан Америка |
| Себастьян Стен       | Бакі Барнс / Зимовий Солдат      |
| Гейлі Етвел          | Маргарет Картер                  |
| Тобі Джонс           | Арнім Зола                       |
| Скарлетт Йоганссон   | Наталія Романова / Чорна Вдова   |
| Семюел Лірой Джексон | Ніколас Ф'юрі                    |
| Кобі Смолдерс        | Марія Гілл                       |
| Ентоні Макі          | Семуель Вілсон / Сокіл           |

| Актор                 | Роль                     |
| --------------------- | ------------------------ |
| Роберт Редфорд        | Александр Пірс           |
| Френк Ґрілло          | Брок Рамлоу / Кроссбоунс |
| Жорж Сен-П'єр         | Жорж Батрок              |
| Емілі Ван Кемп        | агент Шерон Картер       |
| Максиміліано Ернандес | агент Джаспер Сітвелл    |
| Каллан Мелвей         | агент Джек Роллінс       |
| Гаррі Шендлінґ        | сенатор Штерн            |
| Дженні Егаттер        | Памела Хоулі             |

Також Алан Дейл, Чін Хан та Бернард Вайт з'явилися як члени Світової ради безпеки, Гері Сініз виступив в якості оповідача для виставки у Смітсонівському інституту, присвяченій Капітану Америці. Співзасновник Marvel Comics Стен Лі, режисер фільму Джо Руссо та стендап-комік Денні Пуді отримали коротенькі камео охоронця, доктора та техніка Щ.И.Т.а відповідно. У сцені після титрів з'явилися Елізабет Олсен у ролі Ванди Максимофф, Аарон Тейлор-Джонсон у ролі П'єтро Максимофф та Томас Кречманн у ролі Барона фон Штрукера.

## Український дубляж
- Фільм дубльований українською мовою студією Le Doyen на замовлення «Disney Character Voices International» у 2014 році.
- Переклад: Олекси Негребецького
- Режисер дубляжу: Костянтин Лінартович

Ролі дублювали:
- Стів Роджерс - Дмитро Лінартович
- Нік Ф'юрі - Олександр Шевчук
- Наташа Романофф - Наталя Романько-Кисельова
- Пілот - Михайло Войчук
- Зола - Ігор Щербак
- Пеґґі - Катерина Качан
- Бакі - Юрій Кудрявець
- Рамлоу - Кирило Нікітенко
- Сем - Володимир Паляниця
- Гілл - Юлія Перенчук
- Сітвел - Володимир Кокотунов
- Александр Пірс - Володимир Нечепоренко
- Рената Гоулі - Людмила Суслова
- Інструктор - Роман Чупіс
- Роквел - Юрій Висоцький
- Стерн - Валерій Невєдров
- Членком - Анатолій Зіновенко
- Старківець - Дмитро Вікулов
- Штрукер - Ігор Волков
- Лікарка - Наталя Лук'янець
- Шерон - Катерина Брайковська
- Дівчинка 1 - Галина Дубок
- Дівчинка 2 - Софія Ісміндірова
- Науковець - Анатолій Пашнін
- Сінґх, ФБРівець - Олексій Радько

А також: Анатолій Барчук, Олексій Череватенко, Юрій Сосков, Дмитро Сова, Сергій Солопай, Андрій Соболєв, В'ячеслав Дудко, Катерина Башкіна-Зленко, Марія Єременко, Олена Борозенець, Андрій Альохін та інші. 

## Сприйняття

### Критика
Станом на 31 січня 2014 року рейтинг очікування фільму на сайті Rotten Tomatoes становив 99 % зі 105,425 голосів, на Kino-teatr.ua — 91 % (11 голосів).
Фільм отримав позитивні відгуки: Rotten Tomatoes дав оцінку 89 % на основі 231 відгуку від критиків (середня оцінка 7,5/10) і 94 % від глядачів із середньою оцінкою 4,4/5 (206,354 голоси). Загалом на сайті фільм має позитивний рейтинг, фільму зарахований «стиглий помідор» від кінокритиків і «попкорн» від глядачів, Internet Movie Database — 8,2/10 (136 124 голоси), Metacritic — 70/100 (44 відгуки критиків) і 8,3/10 від глядачів (686 голосів). Загалом на цьому ресурсі від критиків і від глядачів фільм отримав позитивні відгуки.

### Касові збори
Під час показу в Україні, що розпочався 3 квітня 2014 року, протягом першого тижня фільм показали у 167 кінотеатрах і він зібрав 407,915 $, що на той час дозволило йому зайняти 2 місце серед усіх прем'єр. Станом на 14 травня 2014 року показ стрічки триває 6 тижнів і за цей час стрічка зібрала 846,367 $. Із цим показником стрічка посіла 12-те місце в українському кінопрокаті 2014 року.
Під час показу у США, що розпочався 4 квітня 2014 року, протягом першого тижня фільм показали у 3,938 кінотеатрах і він зібрав 95,023,721 $, що на той час дозволило йому зайняти 1 місце серед усіх прем'єр. Показ фільму тривав 140 днів (20 тижнів) і за цей час фільм зібрав у прокаті у США 259 766 572  долари США (за іншими даними 259 746 958 $), а у решті світу 454 654 931 $, тобто загалом 714 421 503 $  при бюджеті 170 млн $.

## Нагороди та номінації
| Рік  | Нагорода       | Категорія                 | Номінант                                       | Результат |
| ---- | -------------- | ------------------------- | ---------------------------------------------- | --------- |
| 2015 | Премія «Оскар» | Найкращі візуальні ефекти | Ден ДіЛью, Расселл Ерл, Браян Грілл, Ден Садік | Номінація |

### Виноски
1. ↑  Production Designer // Peter Wenham - IMDb
2. ↑  Captain America: The Winter Soldier: Release Info (англ.). Internet Movie Database. Архів оригіналу за 2 грудня 2013. Процитовано 31 січня 2014.
3. 1 2  Перший месник: Зимовий солдат. Kino-teatr.ua. Архів оригіналу за 7 квітня 2014. Процитовано 31 січня 2014.
4. 1 2  Captain America: The Winter Soldier (англ.). Internet Movie Database. Архів оригіналу за 18 травня 2014. Процитовано 16 травня 2014.
5. 1 2 3 4 5 6  Captain America: The Winter Soldier (англ.). Box Office Mojo. Архів оригіналу за 26 травня 2017. Процитовано 14 травня 2016.
6. ↑  Captain America: The Winter Soldier: Full Cast & Crew (англ.). Internet Movie Database. Архів оригіналу за 6 квітня 2014. Процитовано 31 січня 2014.
7. ↑  Captain America: The Winter Soldier (англ.). Rotten Tomatoes. Архів оригіналу за 26 липня 2015. Процитовано 16 травня 2014.
8. ↑  Captain America: The Winter Soldier (англ.). Metacritic. Архів оригіналу за 4 серпня 2019. Процитовано 16 травня 2014.
9. ↑  Captain America: The Winter Soldier — Ukraine Weekend Box Office (англ.). Box Office Mojo. Архів оригіналу за 13 травня 2014. Процитовано 16 травня 2014.
10. ↑  Ukraine Yearly Box Office. 2014 (англ.). Box Office Mojo. Архів оригіналу за 24 вересня 2014. Процитовано 16 травня 2014.
11. 1 2 3  Captain America: The Winter Soldier (англ.). The Numbers. Процитовано 14 травня 2016.